# PNLIPRP2
PNLIPRP2 (англ. Pancreatic lipase related protein 2 (gene/pseudogene)) – білок, який кодується однойменним геном, розташованим у людей на 10-й хромосомі. Довжина поліпептидного ланцюга білка становить 469 амінокислот, а молекулярна маса — 51 947.
| 10         |  | 20         |  | 30         |  | 40         |  | 50         |
| ---------- |  | ---------- |  | ---------- |  | ---------- |  | ---------- |
| MLPPWTLGLL |  | LLATVRGKEV |  | CYGQLGCFSD |  | EKPWAGTLQR |  | PVKLLPWSPE |
| DIDTRFLLYT |  | NENPNNFQLI |  | TGTEPDTIEA |  | SNFQLDRKTR |  | FIIHGFLDKA |
| EDSWPSDMCK |  | KMFEVEKVNC |  | ICVDWRHGSR |  | AMYTQAVQNI |  | RVVGAETAFL |
| IQALSTQLGY |  | SLEDVHVIGH |  | SLGAHTAAEA |  | GRRLGGRVGR |  | ITGLDPAGPC |
| FQDEPEEVRL |  | DPSDAVFVDV |  | IHTDSSPIVP |  | SLGFGMSQKV |  | GHLDFFPNGG |
| KEMPGCKKNV |  | LSTITDIDGI |  | WEGIGGFVSC |  | NHLRSFEYYS |  | SSVLNPDGFL |
| GYPCASYDEF |  | QESKCFPCPA |  | EGCPKMGHYA |  | DQFKGKTSAV |  | EQTFFLNTGE |
| SGNFTSWRYK |  | VSVTLSGKEK |  | VNGYIRIALY |  | GSNENSKQYE |  | IFKGSLKPDA |
| SHTCAIDVDF |  | NVGKIQKVKF |  | LWNKRGINLS |  | EPKLGASQIT |  | VQSGEDGTEY |
| NFCSSDTVEE |  | NVLQSLYPC  |  |            |  |            |  |            |

A: Аланін

C: Цистеїн

D: Аспарагінова кислота

E: Глутамінова кислота

F: Фенілаланін

G: Гліцин

H: Гістидин

I: Ізолейцин

K: Лізин

L: Лейцин

M: Метіонін

N: Аспарагін

P: Пролін

Q: Глутамін

R: Аргінін

S: Серин

T: Треонін

V: Валін

W: Триптофан

Кодований геном білок за функцією належить до гідролаз. 
Задіяний у таких біологічних процесах, як метаболізм ліпідів, деградація ліпідів. 
Білок має сайт для зв'язування з іонами металів, іоном кальцію. 
Секретований назовні.